# إريك إليس
اريك إليس (بالإنجليزية: Eric Ellis)‏ هو سياسي أسترالي، ولد في 9 ديسمبر 1942. انتخب عضو الجمعية التشريعية نيو ساوث ويلز.